# Фаллу, Фридрих Альберт
Фридрих Альберт Фаллу (нем. Friedrich Albert Fallou, 11 ноября 1794, Цёрбиг, Саксония-Анхальт — 6 сентября 1877, Diedenhain, Средняя Саксония) — немецкий почвовед.
Окончил юридический факультет Лейпцигского университета (1817), в 1818—1824 гг. работал адвокатом в Кольдице, в 1825—1833 гг. городской нотарий в Вальдхайме, затем вернулся к адвокатской практике. В 1856 г. вышел на пенсию и полностью посвятил себя научной работе.